# Yazlık, Çatalca
Yazlık là một xã thuộc huyện Çatalca, tỉnh Istanbul, Thổ Nhĩ Kỳ. Dân số thời điểm năm 2010 là 408 người.